# Carnival Dream
Die Carnival Dream (dt. Traum) ist ein Kreuzfahrtschiff der Reederei Carnival Cruise Line. Sie gehört zur Post-Panamax-Kategorie und wurde mit knapp 130.000 BRZ vermessen. Zum Zeitpunkt der Indienststellung war das Typschiff der Dream-Klasse das größte Kreuzfahrtschiff in der Geschichte der Reederei. Die Carnival Dream ist in Panama registriert.

## Geschichte

### Bau und Indienststellung
Die Carnival Dream wurde Anfang 2008 mit der Baunummer 6151 auf der Fincantieri-Werft in Monfalcone bei Triest, Italien, auf Kiel gelegt. Bei dem größten Kreuzfahrtschiff, das die Werft bis zu diesem Zeitpunkt gebaut hatte, handelt es sich um eine Weiterentwicklung der Conquest-Klasse, deren äußeres Erscheinungsbild bis auf die Gestaltung des Hecks weitgehend beibehalten wurde. Im Rahmen der Flutung des Baudocks am 24. Oktober 2008 fand auch die traditionelle Münzzeremonie statt, bei der ein Silberdollar in einem speziellen Behälter auf einem der oberen Decks verschweißt wurde. Bei Probefahrten Anfang Juli 2009 erreichte die Carnival Dream Geschwindigkeiten bis zu 24,5 Knoten. Am 21. September 2009 wurde das Schiff an die Reederei übergeben.

### Einsatz
Nach der Übergabe führte die Jungfernkreuzfahrt der Carnival Dream ausgehend von Rom (Civitavecchia) über 16 Tage durch das Mittelmeer. Am 27. Oktober begann die Überquerung des Atlantiks in Richtung New York, wo das Schiff am 12. November 2009 eintraf. Die Taufe fand am 12. November 2009 am Kreuzfahrt-Terminal in New York statt. Taufpatin war die Schauspielerin Marcia Gay Harden. Das Schiff lief am 15. November 2009 von New York zur ersten Kreuzfahrt zu den Bahamas und nach Florida aus. Seit dem 12. Dezember 2009 führt das Schiff vom Basishafen Port Canaveral aus ganzjährig siebentägige Karibikkreuzfahrten durch.

### Zwischenfälle
- Am 9. Dezember 2009 musste der geplante Stopp auf San Juan gestrichen werden, da das Schiff aufgrund seiner Größe nicht am Pier anlegen konnte. Offensichtlich hatte eine große Skulptur, die Jahre zuvor dort errichtet worden war, das Anlegemanöver behindert.[3]
- Am 13. März 2013 mussten 4300 Passagiere ihre Reise abbrechen, weil der Ausfall des Stromgenerators einen längeren Aufenthalt im Hafen von Philipsburg auf der niederländischen Karibikinsel Sint Maarten erforderlich machte.[4]

## Maschinenanlage und Antrieb
Die Carnival Dream ist mit einer dieselelektrischen Maschinenanlage ausgestattet. Die sechs Wärtsilä-V12-Zylinder-Dieselmotoren der Baureihe 46 laufen mit einer Drehzahl von 514/min und sind mit Generatoren gekoppelt, die das Schiff mit elektrischer Energie versorgen. Jeder Generator erzeugt bei einer Spannung von 11 kV eine Leistung von 12,3 MW. Die beiden von Converteam hergestellten Propellermotoren sind im Rumpf eingebaut und entwickeln bei Drehzahlen von bis zu 135/min eine Leistung von jeweils 22 MW, die über Wellen auf die 6-Blatt-Festpropeller mit einem Durchmesser von 5,8 m übertragen wird. Jeder Propeller hat eine Masse von circa 26,9 Tonnen. Die beiden Becker-Ruder des Typs TLFKSR haben eine Fläche von jeweils 26 m². Sie können unabhängig voneinander bewegt werden und ermöglichen eine hohe Manövrierfähigkeit, so dass im Heck des Schiffes nur zwei Querstrahlsteueranlagen erforderlich sind. Sie werden durch drei identische Anlagen im Bug ergänzt.

## Kabinen und Bordeinrichtungen
Die Carnival Dream verfügt über 1823 Kabinen verschiedenster Kategorien, davon sind 1144 Außenkabinen mit eigenem Balkon ausgestattet. Einige der Balkonkabinen befinden sich relativ nahe an der Wasserlinie auf dem Hauptdeck. Deren Freisitz liegt teilweise geschlossen hinter der Bordwand. Die Familiensuiten sind mit zwei getrennten Bädern ausgestattet. 65 Kabinen und Suiten auf dem „Panorama“- und „Spa“-Deck bieten direkten Zugang zum Wellness-Bereich.
Der Schiffsarchitekt Joseph Farcus, der bereits andere Schiffe der Reederei entworfen hat, gestaltete die Carnival Dream nach dem Leitsatz „Dream Cruise“ (dt. „Traumkreuzfahrt“). Das Atrium erstreckt sich über 11 Decks und ist unter anderem mit vier Panorama-Aufzügen ausgestattet. Von großer Bedeutung sind die Unterhaltungsmöglichkeiten an Bord. Das Haupttheater „Encore“ bietet auf drei Ebenen Platz für 1.400 Zuschauer. Im „Seaside Theater“ auf dem offenen „Lido“-Deck werden abends Lasershows präsentiert. Die „Burgundy Lounge“ wird ganztägig für Kabarett- und Comedy-Veranstaltungen genutzt. Ein zentrales Element des Schiffes ist die „Ocean Plaza“ auf dem Promenadendeck, die einen großen Teil der Einkaufs- und Unterhaltungsmöglichkeiten zusammenfasst. Die Außenpromenade („The Lanai“) führt über eine Strecke von über 800 Metern um die Aufbauten herum. Hier befinden sich vier Whirlpools, die über das Deck hinausragen.
Auf den oberen Freidecks befindet sich neben Swimming- und Whirlpools auch der Erlebnisbereich „WaterWorks“ mit einer 65 Meter langen Wasserrutsche. Der Wellness-Bereich „Cloud 9 Spa“ umfasst auf zwei Decks eine Fläche von über 22.000 Quadratmetern. Die angeschlossene Ruhezone „Serenity“ ist ausschließlich Erwachsenen vorbehalten. Für Kinder und Jugendliche werden spezielle Bereiche und Unterhaltungsmöglichkeiten angeboten.
Die beiden Hauptrestaurants liegen im Heck („Scarlet“) und mittschiffs („Crimson“) auf dem „Lobby“- und „Atlantic“-Deck. Sie bieten Platz für über 1800 Gäste. Der Küchenbereich ist zwischen den Restaurants auf dem „Lobby“-Deck angeordnet. Ein Buffet-Restaurant („The Gathering“) mit über 1300 Plätzen befindet sich auf dem „Lido“-Deck. Darüber hinaus bietet das Schiff mehrere Bars, Lounges, eine Diskothek sowie ein großes Spielkasino.

## Trivia
- Die Carnival Dream war das bis dahin größte in Italien gebaute Kreuzfahrtschiff.[7]
- Entwicklung und Bau nahmen über drei Jahre und 5,5 Millionen Arbeitsstunden in Anspruch. Etwa 5000 Mitarbeiter waren ständig mit dem Projekt beschäftigt.
- Um zusätzliche Kosten durch Wechselkursschwankungen zu vermeiden, vereinbarten Reederei und Bauwerft, alle finanziellen Transaktionen in US-Dollar, und nicht wie bei der italienischen Werft üblich, in Euro vorzunehmen.[8]
- Im Sommer 2021 erhielt die Carnival Dream bei einem Trockendockaufenthalt in Marseille als drittes Schiff der Reederei eine neue Rumpfbemalung. Dabei wurde der bisher weiße Bug blau gestrichem. Anlass ist das 50. Jubiläum der Reederei im Jahr 2022.[9][10]